# Libro dei Jin
Il Libro dei Jin (cinese tradizionale: 晉書; cinese semplificato: 晋书; pinyin: Jìn Shū), compilato nel 648 d.C., è uno dei testi della storiografia ufficiale cinese.
L'opera, in 130 volumi, si compone di una serie di documenti scritti da numerosi funzionari della dinastia Tang sotto la direzione del primo ministro Fáng Xuánlíng (房玄齡), e copre la storia della precedente dinastia Jìn, dal 265 al 420 d.C. Alcuni saggi contenuti nei volumi biografici 1, 3, 54 e 80 furono scritti dallo stesso imperatore Taizong. 

Oltre alla storia della dinastia Jin, l'opera contiene riferimenti anche alla storia dei Sedici regni contemporanei della dinastia Jin orientale.